# Cultura punk
Denomina-se cultura punk os estilos dentro da contracultura que possuem certas características comuns àquelas ditas punk, como por exemplo o princípio de autonomia do faça-você-mesmo, o interesse pela aparência agressiva, a simplicidade, o sarcasmo niilista e a subversão da cultura. 
Entre os elementos culturais punk estão: o estilo musical, a moda, o design, as artes plásticas, o cinema, a poesia, e também um comportamento social que incluí princípios éticos e políticos, expressões linguísticas, símbolos e outros códigos de comunicação. Surge dentro do contexto de contracultura, como reação à não violência dos hippies e à opressão ocorrida pelo elitismo cultural.

## História

### Origem

#### Estados Unidos

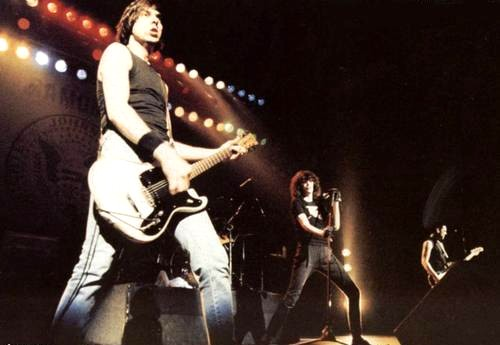
Ramones em São Paulo em 1987

O punk surgiu por volta de 1974 nos Estados Unidos, quando os frequentadores do clube de música "Country Bluegrass and Blues" - CBGB (em Nova Iorque) e underground local formaram, ou apoiaram, bandas contra o então prog rock e hippie (uma das referências é a banda Ramones) cultivado a filosofia da individualidade e a independência.
Ou seja, uma manifestação cultural juvenil semelhante aos das década de 1950 e 1960, caracterizado por um estilo baseado em música, moda e comportamento. Um revivalismo da cultura rock and roll com as seguintes características:
- Músicas curtas, dançantes e do estilo rocker/greaser;
- culto à juventude, com uso de jaquetas de couro estilo motociclista, camiseta branca e calça jeans;
- Diversão e rebeldia.

Há controvérsias sobre o movimento ter surgido nos Estados Unidos. A cena novaiorquina de 1975 se enquadrou mais ao gênero New Wave e ao que, mais tarde, veio ser chamado de proto-punk.  Com exceção dos Ramones, as bandas como Blondie, Talking Heads e Televesion estavam distantes da estética sonora e das letras que caracterizam o Punk Rock.
Enquanto o rock and roll tradicional ainda criava estrelas do rock que distanciavam o público do músico, o punk rock rompeu este distanciamento trazendo o princípio da música supersimplificada (pouco mais que três acordes, facilmente tocados por qualquer pessoa sem formação mínima musical) e instigando naturalmente outros adolescentes a criarem suas próprias bandas. O punk rock chega à Inglaterra e influencia uma série de jovens pouco menos de um ano depois.
Extremamente empolgado pela apresentação dos Ramones, Mark Perry abandona seu emprego e produz o primeiro fanzine punk, o Sniffin' Glue ("cheirando cola"), com a intenção de promover esta nova agitação cultural. O fanzine foi o símbolo marco para o "Do it yourself" (faça-você-mesmo) punk, não tinha quase nenhum recurso financeiro e era marcado pelo estilo visual deliberadamente grosseiro e com senso de humor ácido.

#### Inglaterra

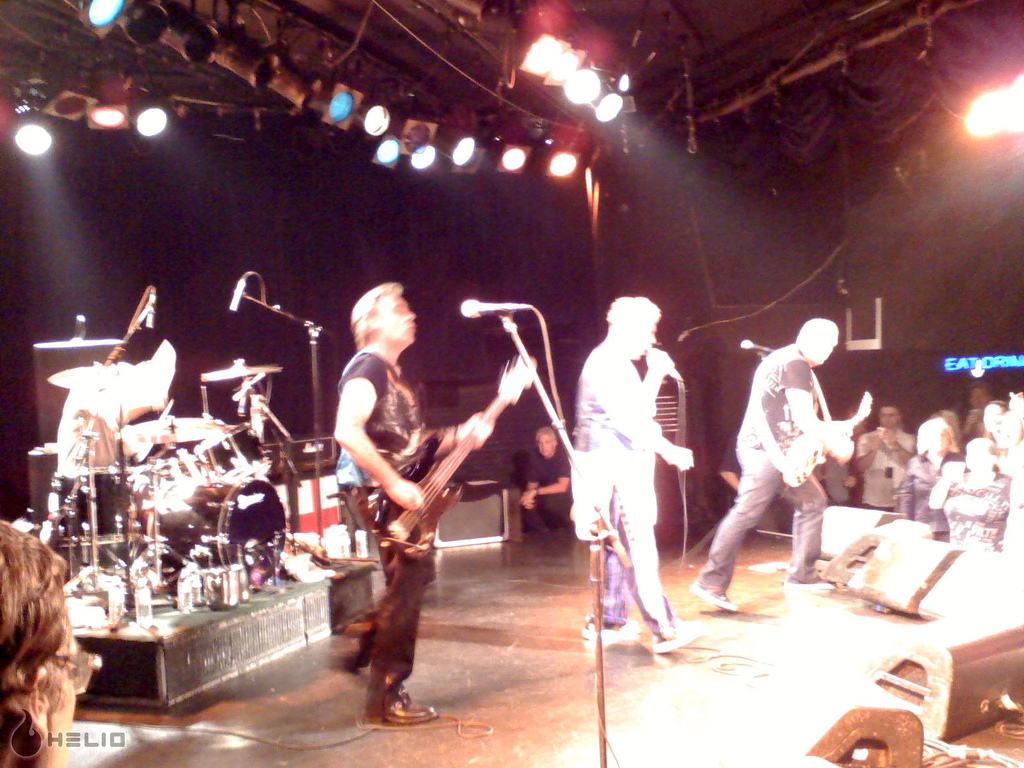
Sex Pistols ao vivo no Roxy em 2007

Embora com origem estadunidense, os ideais punk foram apenas estabelecidos ao chegar na Inglaterra na década de 1970, com o princípio de "qualquer um pode montar uma banda" e o espírito renovador do punk rock se mesclaram a uma situação de tédio cultural e decadência social. Ganhado um teor político devido à realidade de desemprego e decadência econômica da sociedade na época, desencadeando o punk propriamente dito.
Os Sex Pistols, antes uma banda de punk rock comum, se torna um projeto mais ambicioso com a tutela de Malcom McLaren e a inclusão de um baixista inventivo e provocador, Sid Vicious. A banda passa a usar suásticas e outros símbolos nazi-fascistas, além de símbolos comunistas e indumentária sadomasoquista num agressivo deboche dos valores políticos, morais e culturais (influenciados e patrocinados por Malcolm McLaren e Vivienne Westwood, amigos aficionados pelas ideias dadaístas e situacionistas).
Além de ridicularizar clássicos do rock and roll, as músicas da banda costumavam demonstrar um profundo pessimismo e niilismo, agredindo diretamente diversos elementos da cultura vigente, sempre em tom sarcástico e agressivo. Logo chamam a atenção de entusiastas que começam a acompanhar os shows produzindo eles próprios de forma caseira estilos de roupas e acessórios, em geral rearranjos de roupas tradicionais como ternos, camisas e vestidos, com itens sadomasoquistas, pregos, pinos, rasgos e retalhos.
Essas características — sarcasmo, interesse pelo grosseiro e o ofensivo, valorização do faça-você-mesmo, reutilização de roupas e símbolos de conhecimento geral em um novo contexto bizarro, crítica social, desprezo pelas ideologias, sejam políticas ou morais, e pessimismo — somadas ao estilo empolgante e direto do punk rock, definiram a primeira encarnação do que hoje entendemos como subcultura punk.
A partir de 1977, esta postura punk se tornou um fenômeno impactante na maior parte do mundo e pouco a pouco foi se transformando e ramificando em subgêneros.

#### Brasil
O movimento punk se estabeleceu em diversas regiões do país em momentos diferentes do final década de 1970 e no decorrer de 1980. Porém foi na cidade de São Paulo, precisamente no bairro da Vila Carolina, onde desde o início da década de 1970, já se formava uma cena pré-punk influenciada por bandas de protesto estadunidenses e inglesas, como MC5, The Stooges e Dust. Assim em 1978, surge a primeira banda punk brasileira Restos de Nada, criada pelo guitarrista Douglas Viscaino como uma forma de protestar contra a repressão do governo militar e, mostrar que a juventude lutava por uma sociedade melhor. Conscientizar a população através das músicas com letras libertárias a lutarem contra a forma de sistema imposta pela ditadura. Inspiradas nesse ideal, muitas outras bandas se formaram para também criticar o regime, tais quais como: AI-5, Detrito Federal, Condutores de Cadáver, Cólera, Aborto Elétrico. 
Assim, no Brasil o punk teve uma forma mais combativa que no exterior, com o regime ditatorial militar da época, baseado na opressão e o autoritarismo, que foram de encontro os ideais de liberdade. Mas, esta cultura espalhou-se aos poucos pelo território brasileiro, devido o mercado musical não ter interesse na nova forma transgressora de música, somada a censura na mídia. Como alternativa, os festivais de música punk serviram para espalhar os ideais da cultura.
Por volta de 1977, o estilo punk-rock chegou em Brasília, através de filhos de políticos e embaixadores que trouxeram do exterior álbuns das bandas que estavam nas paradas inglesas da época.
No final de 2011, um grupo de punks da filosofia anarquistas e antifascistas invadiu no Butantã um prédio abandonado pela administração da Universidade de São Paulo dentro do campus Cidade Universitária.
Foram registrados confrontos entre grupos de punk e skinhead. Alguns casos ocorreram em São Paulo: um skinhead obrigou um punk a pular da janela de um trem; Na rua Augusta punks também mataram um skinhead; Confrontos envolvendo aproximadamente 200 pessoas. Também houve em Porto Alegre (Rio Grande do Sul) uma briga envolvendo punks, skinheads e neonazistas resultou em 8 feridos. E em Belo Horizonte houve duas pessoas feridas por facadas na Praça da Liberdade.

## Movimento social
A partir do fim da década de 1970, o conceito de "cultura punk" adquiriu novo sentido com a expressão movimento punk, que passou a ser usada para definir sua transformação em tribo urbana, substituindo uma concepção abrangente e pouco definida da atitude individual e fundamentalmente cultural pelo conceito de movimento social propriamente dito: a aceitação pelo indivíduo de uma ideologia, comportamento e postura supostos comum a todos membros do movimento punk ou da ramificação/submovimento a que ele pertence. O movimento punk é uma forma mais ou menos organizada e unificada, com o intuito de alcançar objetivos — seja a revolução política, almejada de forma diferente pelos vários subgrupos do movimento, seja a preservação e resistência da tradição punk, como forma cultural deliberadamente marginal e alternativa à cultura tradicional vigente na sociedade ou como manifestação de segregação e autoafirmação por gangues de rua. A cultura punk, segundo esta definição, pode então ser entendida como costumes, tradições e ideologias de uma organização ou grupo social.
Apesar de, atualmente, o conceito "movimento punk" ser a interpretação mais popular de "cultura punk", nem todos indivíduos ligados a esta cultura são membros de um grupo ou movimento. Um grande número de punks definem o termo "punk" como uma manifestação fundamentalmente cultural e ideologicamente independente, cujo aspecto revolucionário se baseia na subversão não coerciva dos costumes do dia a dia sem, no entanto, se apegar a um objetivo preciso ou a um desejo de aceitação por um grupo de pessoas, representando uma postura distinta do caráter politicamente organizado e definido do movimento punk e de seu respectivo interesse na preservação da tradição punk em sua forma original ou considerada adequada.
Esta diferença de postura entre o movimento punk e outros adeptos da cultura é responsável por constantes conflitos e discussões, violentos ou não, que ocorrem em encontros destes indivíduos em ruas e festivais, ou através de meios de comunicação alternativos como revistas, fanzines e fóruns.

## Estilopunk

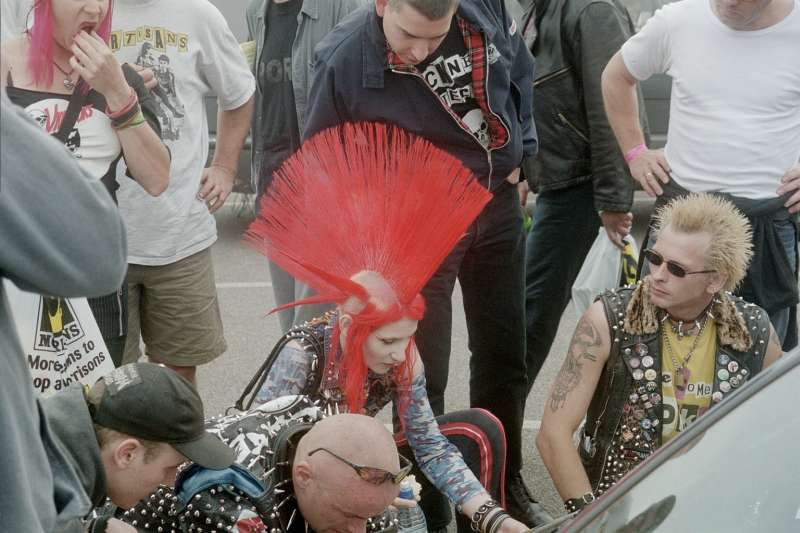
Jovem punk com cabelo moicano

A moda é, junto à música, o aspecto cultural mais característico e evidente do punk. O termo moda, no entanto, não é bem aceito pela maioria dos punks e influenciados pela subcultura punk pois é entendido estritamente como modismo, aceitação social, comércio e/ou mera aparência. Costuma-se empregar o termo "estilo", com o significado de "roupa como afirmação pessoal" (apesar de este também ser um dos significados da palavra "moda"), ou mais comumente ainda o termo "visual", utilizado em quase toda a subcultura alternativa brasileira, não somente no meio punk.
O estilo punk pode ser reconhecido pela combinação de alguns elementos considerados típicos (alfinetes, patches, lenços à mostra no bolso traseiro da calça, calças jeans rasgadas, calças pretas justas, jaquetas de couro com rebites e mensagens inscritas nas costas, coturnos, piercings, tênis converse, correntes, corte de cabelo moicano (colorido ou espetado etc.) ou spike (espetado dos lados, atrás e em cima) e, em alguns casos, lápis ou sombra no olho, sendo esta combinação aleatória ou de acordo com combinações comuns à certos subgêneros punk. Ou, ainda, o reconhecimento pode ser pelo uso de uma aparência que seja desleixada, "artesanalmente" adaptada e que carregue alguma sugestão ou similaridade com o punk sem necessariamente utilizar os itens tradicionais do estilo.
A moda punk, em sua maioria, é deliberadamente contrastante com a moda vigente e por vezes apresenta elementos contestadores ou ofensivos aos valores aceitos socialmente — no entanto, um número considerável de punks e alguns subgêneros apresentam uma aparência menos chamativa (por exemplo, o estilo tradicional hardcore). Há, também, indivíduos intimamente ligados a esta subcultura que não têm interesse algum ou deliberadamente se recusam a desenvolver uma aparência punk, em geral motivados pelas diversas críticas que a moda punk recebeu durante sua história (veja o artigo principal: moda punk).
As variações dos elementos das roupas punk e o surgimento de ramificações de estilo estão associados, na maioria dos casos, ao surgimento de novos sub-gêneros musicais, influências ideológicas e de elementos de outras culturas que em determinados momentos dividiam mesmo espaço com o punk. A ideia popularmente difundida e equivocada de que todos os elementos do estereótipo punk foram "planejados" cuidadosamente como simbolismo da ideologia libertária/anarquista —por exemplo o coturno, originalmente trazido a cultura punk por influência da cultura skinhead, que é comumente e erroneamente justificado como símbolo de repúdio ao Exército — é com frequência aceita entre novos punks que acabam desta forma propagando e consequentemente agregando pouco-a-pouco um sentido simbólico que não existia anteriormente à moda punk.
Enquanto o estilo punk desligado de um movimento costuma utilizar com liberdade os elementos, combinando peças intuitivamente  e utilizando outros itens que não fazem parte do estilo clássico, os membros dos diversos grupos do movimento punk consideram fundamental algumas combinações tradicionais de elementos, uma vez que elas identificam o grupo (e consequentemente a ideologia) específico que o indivíduo pertence.
Em diversos países, incluindo o Brasil, a roupa é, na maioria das vezes, o elemento que desencadeia as brigas de rua entre gangues, membros de grupos divergentes do movimento punk e outros movimentos que repudiam o punk. A combinação arbitrária de elementos costuma não ser bem vista por punks de gangues e subgrupos do movimento pois é interpretada como uma demonstração de ignorância sobre os costumes, a aparência e as ideologias punk ou fruto de uma tentativa da cultura vigente se apropriar desse estilo. Este desentendimento pode culminar no desprezo, ridicularização ou hostilidade para com o indivíduo ou, nos casos dos grupos violentos, na coerção, furto de peças e agressão.

### Música

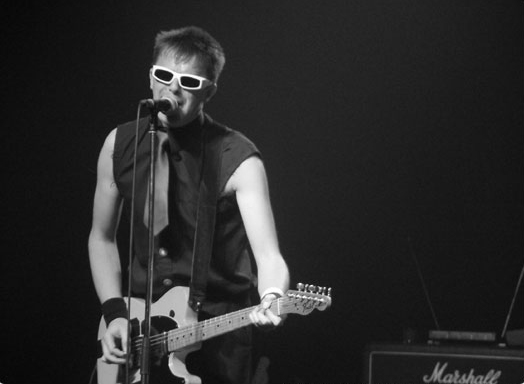
Michael Algar, guitarrista do Toy Dolls

O primeiro elemento cultural punk desenvolvido foi a música. A música punk desde suas origem até os dias de hoje passou por diversas mudanças e subdivisões, englobando características que vão desde o pop rock irônico e politicamente indiferente, ao ruidoso discurso político panfletário, entre outras características. Apesar disso, nos diversos estilos de música punk o caráter antissocial e/ou socialmente crítico é bastante recorrente e a ausência destas características é vista por alguns como justificativa para o não reconhecimento de uma banda como sendo do estilo punk. Estilos muito distintos do punk rock também são desconsiderados com frequência.
O estilo punk rock tradicional caracteriza-se pelo uso de poucos acordes, em geral power chords, solos breves e simples (ou ausência de solos), música de curta duração e letras rebeldes, sarcásticas que podem ser politizadas ou não, em muitos casos uma manifestação de antipatia à cultura vigente. Estas características não devem ser tomadas como uma definição geral de punk rock, pois bandas e variações bem difundidas do gênero apresentam características muitas vezes antagônicas a estas, como por exemplo as músicas longas e complexas do Television (uma banda de protopunk), o experimentalismo cacofônico do Crass (uma banda mais voltada ao ideologia punk anarquista), a tendência de sociabilização das bandas de hardcore moderno e o discurso sério de algumas bandas politizadas.

### Comportamento
Desde o seu início, a subcultura punk teve ideias apartidárias e a liberdade para acreditar ou não em um Deus ou religião qualquer. Porém, por causa do tempo de existência, seu caráter cosmopolita e amplo, ocorreram distorções de todas as formas, em diversos países, dando ao movimento punk uma cara parecida mas totalmente particularizada em cada país.
Por se assemelhar em diversos aspectos com o anarquismo (isso posteriormente: a princípio, o movimento punk era apolítico), punks e anarquistas passaram a colaborar entre si e muitas vezes participando das ações.

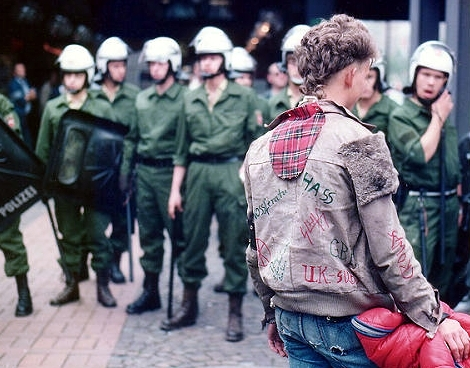

Passaram, então, a existir muitos punks que também eram realmente anarquistas, e posteriormente surgiu o anarcopunk, este ganhou um novo rumo com redirecionamento a uma nova militância política, com discursos e ações mais ativas, opondo-se à mídia tradicional, ao Estado, às instituições religiosas e grandes corporações capitalistas.
Como a maior parte dos movimentos populares, o movimento punk tem quase tantas nuances quanto o número de adeptos, mas em geral sustentam valores como antimachismo, anti-homofobia, antifascismo, amor livre, antilideranças, liberdade individual, autodidatismo, iconoclastia, e cosmopolitismo.
Existem outras vertentes do movimento como o streetpunk/oi! caracterizado pelo relacionamento de punks e skinheads, ou os straight edge, que se autodenominam "livres de drogas", não fazendo uso de nenhuma substância psicoativa, incluindo o álcool e a nicotina. Partes deste grupo também não consomem cafeína, medicamentos de venda controlada e se abstêm de sexo casual e consumo de carne.

### A relação entre a música e a ideologia
A música punk, desde seu início, foi marcado como um estilo musical de contestação, seja como uma resposta musical ácida e crítica aos rumos que a música rock havia tomado na época com o rock progressivo, ou de forma ideológica criticando opiniões preconceituosas de músicos famosos de rock no final dos anos 1970 e início dos anos 1980, como o apoio de algumas bandas de punk rock e streetpunk ao rock against racism.
O gosto por certas bandas e gêneros musicais é algumas vezes interpretado como identificação de um indivíduo a uma certa postura ideológica distinta dentro da subcultura punk, como o niilismo, o anarquismo, a cultura de rua, entre outras.
No Brasil, bandas podem ser repudiadas por grupos anarcopunks brasileiros, como Vírus 27 e Garotos Podres pelas relações desses artistas com a subcultura skinhead e careca, ou como o Ratos de Porão por ter o reconhecimento da mídia, enquanto estas mesmas bandas podem ser bem aceitas e favoritas entre outros punks. Da mesma forma que os outros elementos culturais, o porte de símbolos por certas bandas comumente associadas a determinados grupos ideológicos, muitas vezes desencadeiam a hostilidade e a violência de adeptos de gangues e grupos do movimento punk com ideologia contrária, fato esse muito comum nos grandes centros urbanos brasileiros.
Em outros países, principalmente em países europeus, atualmente há mais tolerância às diferenças musicais, ideológicas e culturais distintas, como uma forma de se unir tendo as raízes musicais como um elo em comum, contra grupos e indivíduos com posturas ideológicas discriminatórias e opressoras como o nazismo e o fascismo.

## Mídiapunk
Alguns punks evitam relações com a mídia tradicional por filosofia, e é bem comum que não seja de conhecimento público o nome de escritores de zines - publicações alternativas, poetas, artistas plásticos, bandas, já que cada componente do seu grupo faz sua própria mídia, através da propaganda, que consiste na publicação de zines, promoção de eventos como palestras, gigs (expressão idiomática inglesa que significa "show" ou "festival", utilizada na cultura alternativa britânica e que foi adotada por alguns punks brasileiros), passeatas, panfletagens e sistemas de boletins-noticiários.
Essa característica do movimento punk acarreta problemas para os seus integrantes que por algum motivo adquirem espaço na grande mídia, como foi o caso do cantor e atualmente apresentador de programa de televisão, o brasileiro João Gordo, vocalista da banda Ratos de Porão e considerado por muitos adeptos do movimento punk brasileiro como um oportunista.
As divergências éticas e comportamentais ou o simples desenvolvimento de certos estilos dentro e em harmonia com o punk criaram ao longo de sua história vários sub-gêneros que vão desde a criação de filosofias de vida à mera formação de um estilo musical e de vestuário particulares.